# Frankrikes Grand Prix 1981
Frankrikes Grand Prix 1981 var det åttonde av 15 lopp ingående i formel 1-VM 1981.  

## Rapport
Fransmannen René Arnoux i Renault hade pole position med John Watson i McLaren bredvid sig medan stallkamraten Alain Prost och Nelson Piquet i Brabham startade från andra raden. Didier Pironi i Ferrari startade från fjortonde rutan på grund av ett motorhaveri under kvalificeringen. Starten blev kaosartad eftersom startlamporna först visade både grönt och rött, sedan bara rött och därefter grönt. 
Turligt nog lyckades förarna undvika varandra, utom Mario Andretti och Alan Jones som kolliderade lätt. Piquet, som stod i andra startledet, kom iväg snabbast och började sedan utöka sin ledning. Gilles Villeneuve, som hade kraschat sin Ferrari under kvalificeringen, fick också en bra start. Han avancerade från elfte startrutan till en femteplats redan före den första kurvan. Efter tjugo varv ledde Piquet loppet med mer än tio sekunder. 
Allting såg ut att ha stabiliserat sig och de vanliga namnen fanns i täten av loppet, men på 54:e varvet började det regna. Strax därefter övergick nederbörden i hällregn varför loppet stoppades på det 59:e varvet.
Regnet gick över lika fort som det kommit och man förberedde en omstart av loppet. Reglerna sade att sluttiden skulle bli summan av de båda etappernas tider. Detta innebar till exempel att Piquet skulle kunna komma sex sekunder efter vinnaren av avslutningsetappen och trots detta vinna loppet.
När loppet startades om kom Prost, Watson och Arnoux iväg snabbast med Piquet på fjärde plats. Efter bara ett par varv hade tätduon tagit in de erforderliga sex sekunderna och låg nu sammanlagt etta och tvåa. Piquet förlorade kontakten med täten och gick senare i mål samtidigt som Pironi. Piquet slutade sammanlagt trea, 24,22 sekunder efter vinnaren Alain Prost, som här vann sitt första F1-lopp inför en vilt jublande hemmapublik.

## Resultat
1. Alain Prost, Renault, 9 poäng
2. John Watson, McLaren-Ford, 6
3. Nelson Piquet, Brabham-Ford, 4
4. René Arnoux, Renault, 3
5. Didier Pironi, Ferrari, 2
6. Elio de Angelis, Lotus-Ford, 1
7. Nigel Mansell, Lotus-Ford
8. Mario Andretti, Alfa Romeo
9. Hector Rebaque, Brabham-Ford
10. Carlos Reutemann, Williams-Ford
11. Andrea de Cesaris, McLaren-Ford
12. Marc Surer, Theodore-Ford
13. Eddie Cheever, Tyrrell-Ford
14. Riccardo Patrese, Arrows-Ford
15. Bruno Giacomelli, Alfa Romeo
16. Michele Alboreto, Tyrrell-Ford
17. Alan Jones, Williams-Ford (varv 76, kollision)

### Förare som bröt loppet
- Jacques Laffite, Ligier-Matra (varv 57, upphängning)
- Derek Daly, March-Ford (55, motor)
- Gilles Villeneuve, Ferrari (41, elsystem)
- Patrick Tambay, Ligier-Matra (30, hjullager)
- Keke Rosberg, Fittipaldi-Ford (11, upphängning)
- Eliseo Salazar, Ensign-Ford ( 6, upphängning)

### Förare som ej startade
- Chico Serra, Fittipaldi-Ford

### Förare som ej kvalificerade sig
- Siegfried Stohr, Arrows-Ford
- Brian Henton, Toleman-Hart
- Tommy Borgudd, ATS-Ford
- Beppe Gabbiani, Osella-Ford
- Derek Warwick, Toleman-Hart